# René Hermans (militair)
René Hermans (1918 - Mechelen, 1947) was een Belgische beroepsmilitair.
Hij werd in september 1942 kameroverste van de Brusselse postmannen, die gearresteerd waren na sabotage bij de bestelling van Duitse brieven. Hij werd spoedig een verklikker, die zijn kamergenoten uitvroeg. Hij werd verantwoordelijk gesteld voor de dood van vijf gevangenen. Eerst zat hij in Breendonk. Daarna werd in november 1942 gedeporteerd naar Mauthausen, waar hij eveneens kapo werd. Hij kwam voor het vuurpeloton in 1947.
Het verhaal van René Hermans komt ook voor in het boek Zo was het in Mauthausen van Ludo van Eck. Hierin is te lezen hoe hij in de val werd gezet en hoe hij andere medegevangenen mishandelde.